# 케비주

케비주의 위치

케비주(영어: Kebbi State)는 나이지리아의 서북부에 있는 주로, 주도는 비르닌케비이다. 면적은 36,800km2이며, 인구는 2,062,226명(1991년)이다. 1991년 8월 27일 소코토주에서 분리되어 신설되었다. 북쪽으로는 소코토주, 남쪽으로는 나이저주, 동쪽으로는 잠파라주와 접하며 북서쪽으로는 니제르, 남서쪽으로는 베냉과 국경을 접한다.